# Propylbenzol
Propylbenzol ist ein aromatischer Kohlenwasserstoff und unter Standardbedingungen eine farblose Flüssigkeit mit charakteristischem, scharf aromatischem Geruch. In vielen gängigen organischen Lösungsmitteln, z. B. Diethylether und Ethanol, ist Propylbenzol löslich, in Wasser hingegen sehr schwer löslich. Es gehört zur Gruppe der C3-Benzole.

## Darstellung
Propylbenzol entsteht aus Propiophenon durch Umsetzung mit Semicarbazidhydrochlorid zum entsprechenden Semicarbazon, anschließend wird dieses mit KOH in Diethylenglycol zum  Produkt umgesetzt (Variante der Wolff-Kishner-Reduktion).

## Eigenschaften

### Physikalische Eigenschaften
Propylbenzol ist eine farblose Flüssigkeit, die unter Normaldruck bei 159 °C siedet. Die Dampfdruckfunktion ergibt sich nach Antoine entsprechend log10(P) = A−(B/(T+C)) (P in bar, T in K) mit A = 4,07584, B = 1490,963 und C = −66,0 im Temperaturbereich von 349 K bis 433,4 K. In fester Phase sind zwei polymorphe Kristallformen bekannt. Die Kristallform I schmilzt bei −99,6 °C mit einer Schmelzenthalpie von 9,268 kJ·mol−1, die Kristallform II bei −101,5 °C mit einer Schmelzenthalpie von 8,498 kJ·mol−1.
Wichtige thermodynamische Größen werden in der folgenden Tabelle gegeben:
| Eigenschaft               | Typ                | Wert [Einheit]                                    | Bemerkungen                |
| ------------------------- | ------------------ | ------------------------------------------------- | -------------------------- |
| Standardbildungsenthalpie | ΔfH0liquid ΔfH0gas | −38,4 kJ·mol−1 7,82 kJ·mol−1                      | als Flüssigkeit als Gas    |
| Verbrennungsenthalpie     | ΔcH0liquid         | −5218,24 kJ·mol−1                                 | als Flüssigkeit            |
| Wärmekapazität            | cp                 | 214,72 J·mol−1·K−1 (25 °C) 1,79 J·g−1·K−1 (25 °C) | als Flüssigkeit            |
| Kritische Temperatur      | Tc                 | 638,4 K                                           |                            |
| Kritischer Druck          | pc                 | 32,0 bar                                          |                            |
| Kritisches Volumen        | Vc                 | 0,44 l·mol−1                                      |                            |
| Kritische Dichte          | ρc                 | 2,27 mol·l−1                                      |                            |
| Verdampfungsenthalpie     | ΔVH                | 42,7 kJ·mol−1                                     | beim Normaldrucksiedepunkt |

### Sicherheitstechnische Kenngrößen
Propylbenzol bildet oberhalb des Flammpunktes entzündliche Dampf-Luft-Gemische. Die Verbindung hat einen Flammpunkt bei 39 °C. Der Explosionsbereich liegt zwischen 0,8 Vol.-% (40 g/m3) als untere Explosionsgrenze (UEG) und 6,0 Vol.-% (300 g/m3) als obere Explosionsgrenze (OEG). Die Zündtemperatur beträgt 450 °C. Der Stoff fällt somit in die Temperaturklasse T2.

## Verwendung
Propylbenzol wird als Lösungsmittel für Celluloseacetat und in der Textilfärbeindustrie verwendet. Es dient auch als Ausgangsstoff zur Herstellung von Methylstyrol.